# Joaquín Brotons Peñasco
Premios ImasTV 2024 - Joaquín Brotons galardonado con el Premio a la Cultura por su trayectoria
Joaquín Brotons Peñasco (Valdepeñas, 1952) es un poeta español.

## Biografía

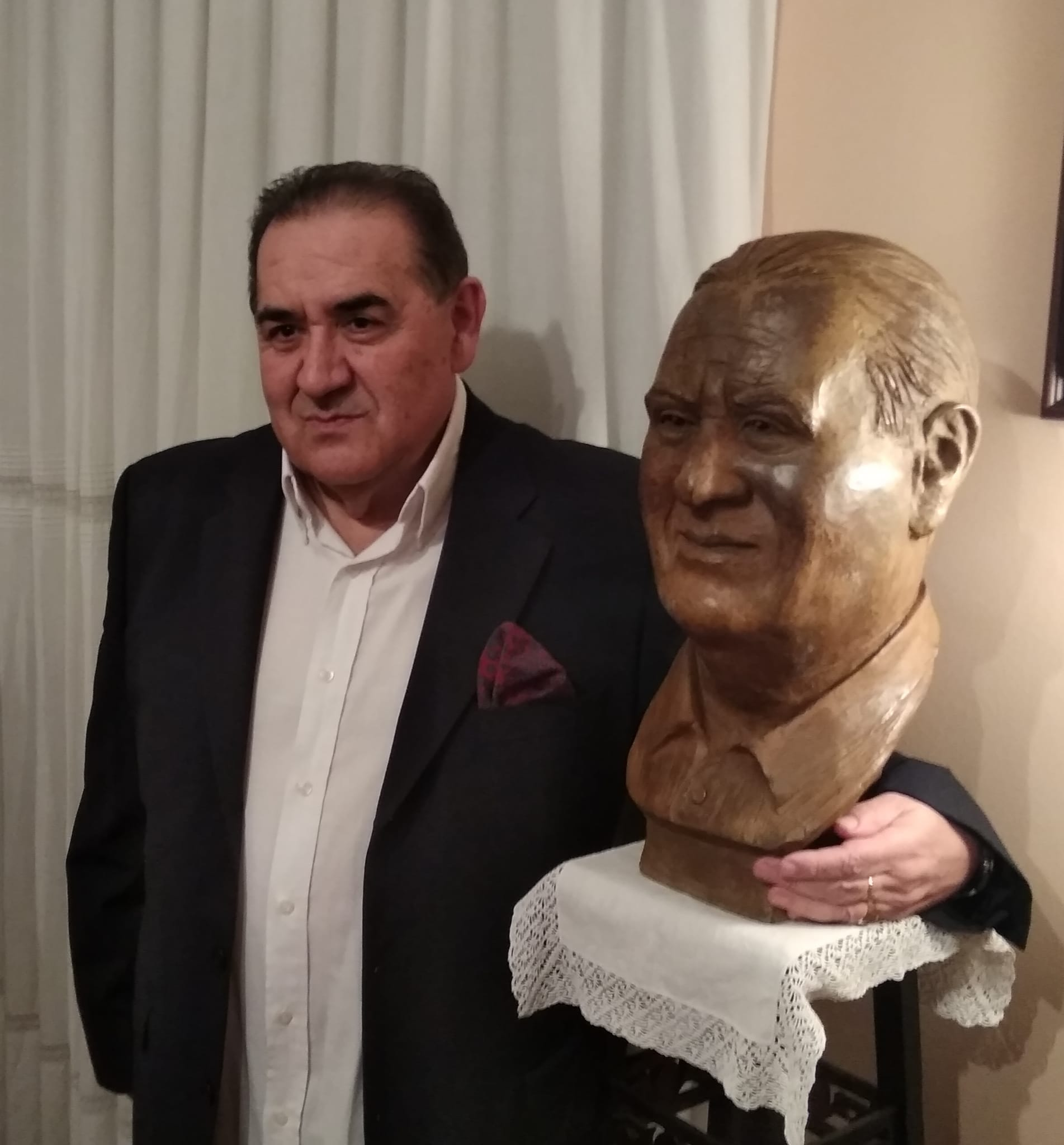
Joaquín Brotons. Busto en bronce realizado por el escultor Juan Up

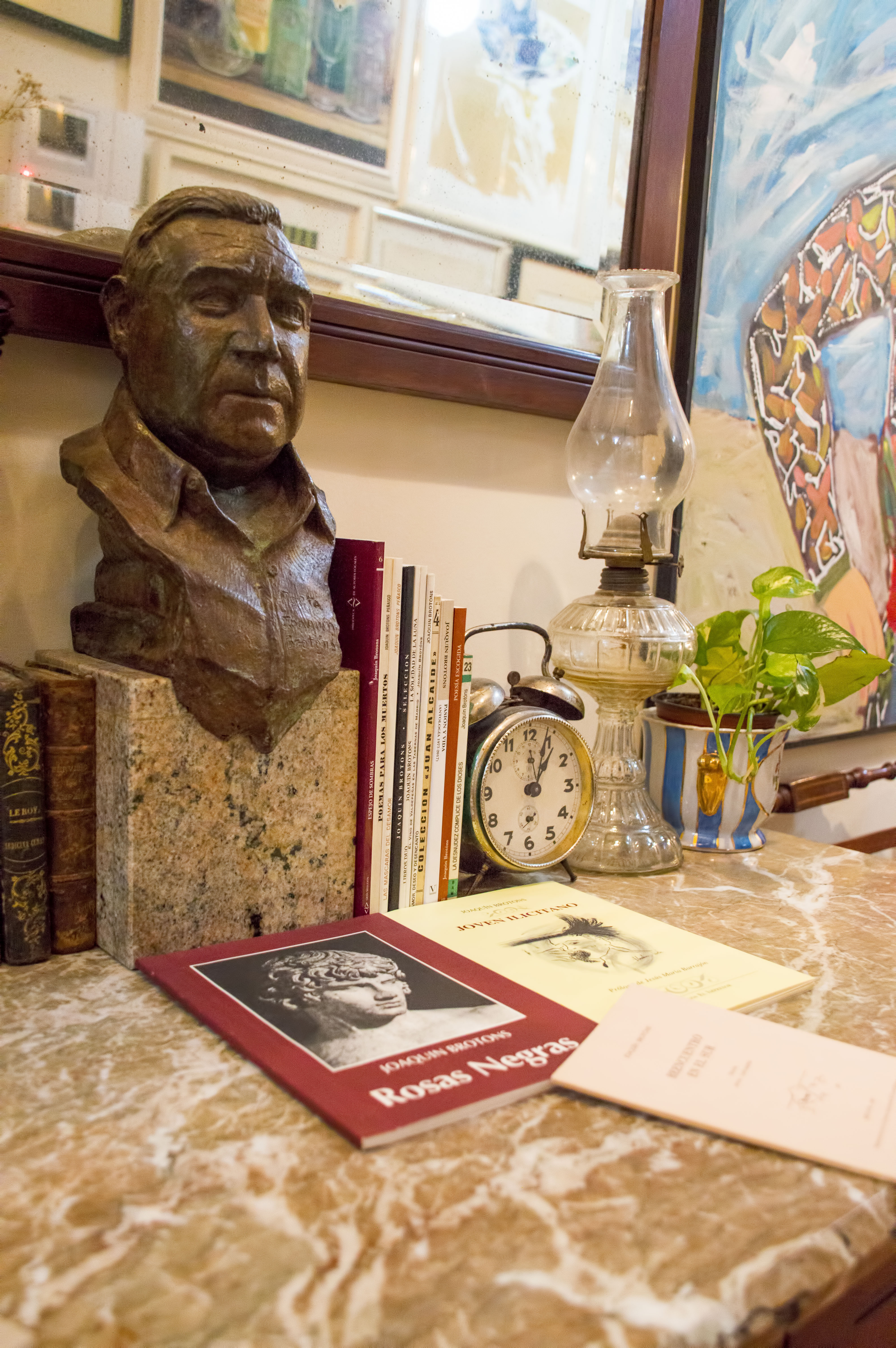
Obras publicadas por Joaquín Brotons junto al busto del autor realizado por José Lillo Galiani

Nació en la localidad ciudadrealeña de Valdepeñas en 1952, en el seno de una conocida familia de bodegueros, dedicada a la elaboración, crianza, embotellado y exportación de vinos, entre otras actividades. Cursó estudios de Derecho y colaboró en las compañías mercantiles: "Matías Brotóns, S.A." y "Sucesores Hnos. Brotóns, S.L.". Tras el cierre de las empresas familiares trabajó en el Ayuntamiento de su ciudad natal, en el departamento de Prensa y Documentación. Posteriormente, fue trasladado a Cultura, donde se jubiló, en 2017, como guía del Museo Municipal. Entre sus obras publicadas se encuentran Poemas para los muertos (1977), Las máscaras del desamor (1978), Amor, deseo y desencanto (1979), La soledad de la luna (1980), El espejo de la belleza (1982), Poemas del amor ambiguo (1984), Reencuentro en el sur (1987) y Pasión y Vida (Antología 1977-2017) (2017).
Su poesía ha sido traducida al griego por Paris Bantudis y al francés por Francoise González-Rousseaux. Colaborador habitual en los medios de comunicación escritos. Su obra ha merecido una creciente atención por parte de críticos y lectores, prueba de ello es el número monográfico que la prestigiosa revista literaria: "El Cardo de Bronce" le dedicó en 1988, en el que colaboraron las más importantes plumas del país. Sobre su obra literaria se han dictado conferencias y se han escrito estudios, artículos, reseñas y críticas, entre las cabe destacar las de José Hierro, Pablo García Baena, Ian Gibson, Leopoldo de Luis, Carlos Murciano, Luis García Montero, Francisco Nieva, Vicente Núñez y Luis Antonio de Villena, entre otros. 
Muy vinculado a su ciudad natal, en 2023 fue nombrado Hijo Predilecto de Valdepeñas y en 2014 recibió la medalla de las letras «Juan Alcaide».También ha sido galardonado con el Premio a la Cultura de ImasTV en 2024

## Obra en prosa
- El vino de Valdepeñas en las tabernas de Madrid (1999 y 2003). 2ª Edición, Valdepeñas, 2003. Bodegas Arúspide, Valdepeñas. Colección: "Ágora".[12]
- Espejo de sombras (Valdepeñas,2011). Biblioteca de Autores Locales. Edición: Selección, no 6. Ayuntamiento de Valdepeñas. Prólogo de Amador Palacios.[12]

## Poesía
- Poemas para los muertos (Castellana, Ciudad Real), 1977.[13]
- Las máscaras del desamor (Campos, Valdepeñas), 1978. Prólogo: Celso Emilio Ferreiro .Dibujos de Vicente Nello.[13]
- Amor, deseo y desencanto (Madrid, 1979). Editor: Carlos Carballo. Portada de Oscar Benedí.[13]
- La soledad de la luna (Madrid, 1980).Colección: LIBROS "DUO"/ Poesía/10. Portada de Carlos Tarancón.[13]
- El espejo de la belleza (Valdepeñas.1982). Colección: "Juan Alcaide".[13]
- Poemas del amor ambiguo (Valdepeñas, 1983). Colección: "Hacia afuera".[14]
- Reencuentro en el sur (Málaga, 1987). Edición Ángel Caffarena. Colección: Cuadernos de Raquel, 10. Publicaciones de la Librería Anticuaria El Guadalhorce.[14]
- Adiós, muchachos (Valdepeñas, 2005).Colección: "El café de papel": Dibujo de portada de Joquín Morales Molero.[14]
- ¿Regresar al sur? (Valdepeñas, 2007). Colección: "Pliegos del Impresor".[14]
- Pasión y Vida (Antología 1977-2017) (Madrid, 2017). Editorial Verbum. Edición de Pedro A. González.[15]
- Rosas Negras (Antología) (Valdepeñas, 1998). Asociación Jóvenes Amigos del Vino. Prólogo de Luis Antonio de Villena.[16]
- La desnudez cómplice de los dioses (Antología) (Ciudad Real, 1985). Diputación de C.Real. Prólogo y selección de Luis de Cañigral.[17]
- Selección (Valdepeñas, 2002). Ayuntamiento de Valdepeñas. Prólogo y selección de Matías Barchino.[17]
- Joaquín Brotóns: 25 años de vida-obra (1977-2002). Ayto. de Valdepeñas, 2002.Textos sobre las obra de Brotóns de José Hierro, Pablo García Baena y Luis Antonio de Villena.[17]
- Poesía Escogida (Cuenca, 2002). Edición de Amador Palacios. Editorial: El Toro de Barro.[17]
- Joven ilicitano (2007). Prólogo de Jesús María Barrajón. Colección El Impresor.[18]

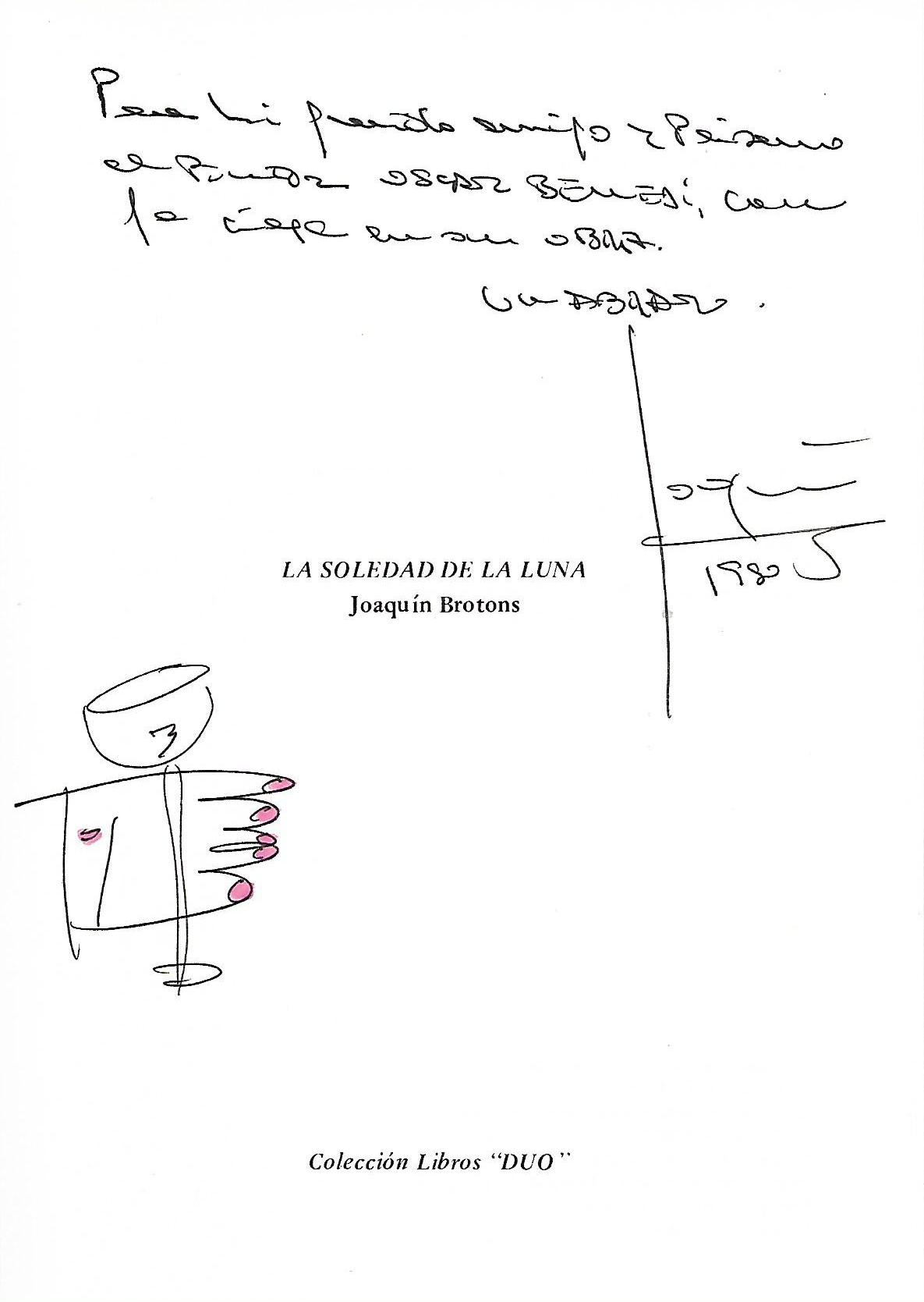
Dedicatoria y dibujo original de Joaquín Brotóns Peñasco a Óscar Benedí, en su libro: La soledad de la luna, Madrid, 1980

## Análisis de su obra

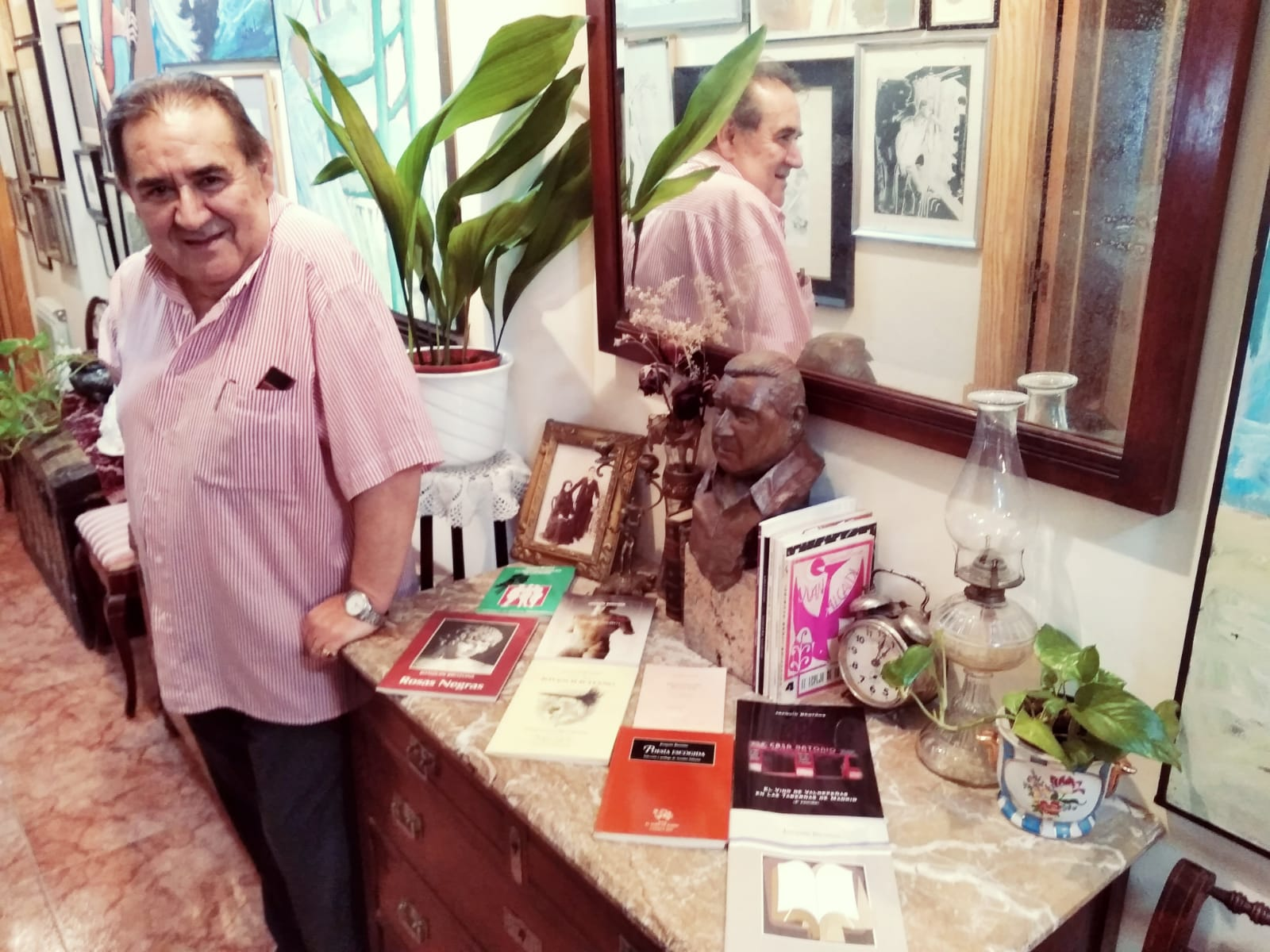
Joaquín Brotons en 2018.

Cuarenta años después de la publicación de su primer libro, esta antología recoge una amplia y representativa muestra de la poesía de Joaquin Brotons, un epicúreo de La Mancha cuya voz, entre el neorromanticismo y el neoculturalismo, está cuajada de acentos paganos, de aromas báquicos y brisas sensuales del sur; pero una voz que también está forjada con los mimbres de la soledad, el desamor, la marginalidad y el desengaño. Una conciencia escindida entre dos impulsos en lucha permanente: por un lado, el deseo, la pasión amorosa o la aspiración a la belleza; y por otro, el enfrentamiento con una realidad hostil que acosa al poeta con el "hipócrita carnaval de las máscaras sociales". (contraportada de su último libro: "Pasión y Vida (Antología 1977-2017) realizada por el filólogo, escritor, poeta y estudioso de la poesía española, Pedro Antonio González Moreno"